# Fortum Waste Solutions

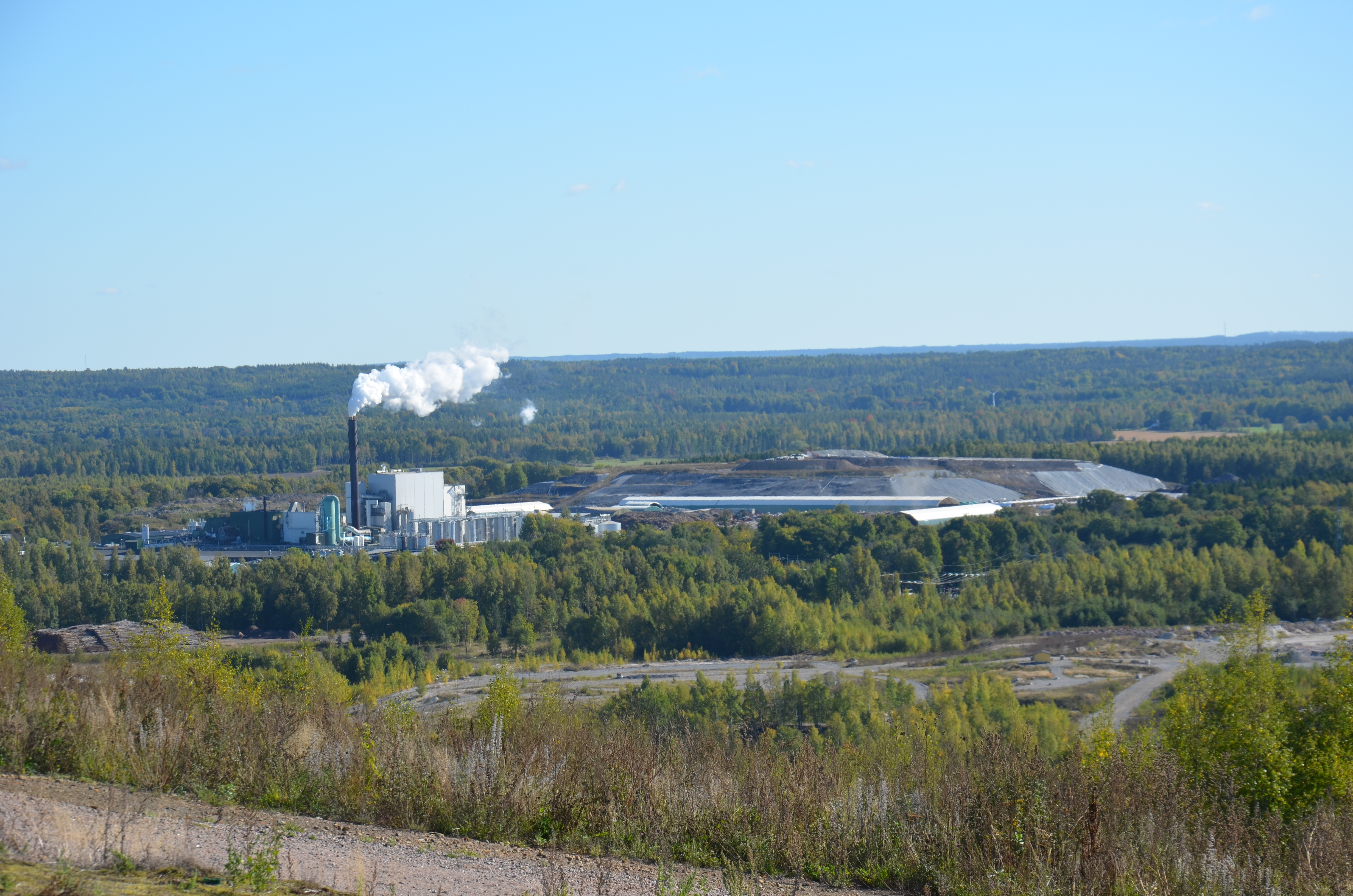
SAKAB Kvarntorp, Sweden

Fortum Waste Solutions (ehemals: Ekokem) ist ein finnisches Unternehmen auf dem Gebiet der Giftmüllentsorgung. Es betreibt unter anderem die Vernichtungsanlage Sakab () in Schweden. Das Unternehmen ist eine Tochter von Fortum und war vor der Übernahme durch Fortum als Ekokem aktiv.
Ekokem und Veolia Environnement haben die Ausschreibung zur Ablagerung des syrischen Giftgases gewonnen.